# Farhad Fakhreddini
Farhad Fakhreddini, (en persan: فرهاد فخرالدینی) né le 11 mars 1938 à Gədəbəy, République socialiste soviétique d'Azerbaïdjan, est un chef d'orchestre et compositeur iranien, fondateur en 1998 de l'orchestre national d'Iran.

## Biographie
Il naît au sein d'une famille d'origine azérie de Tabriz. Son frère Fakhreddin Fakhreddini, né en 1933, devient un fameux photographe. Il dirige l'orchestre national iranien qu'il a fondé, de 1998 à juillet 2009. L'orchestre se dissout en 2012.
Farhad Fakhreddini a composé sur des poèmes de Fereydoun Moshiri.

## Hommages
- Ordre du Mérite d'Iran de 1re classe (en arts et culture), juin 2005
- Timbre iranien à son effigie, publié en juin 2008